# NGC 5694
NGC 5694，也稱為科德韋爾66，是在長蛇座的一個球狀星團。它是在1784年被威廉·赫歇爾發現的。

## 外部連結
- WikiSky上关于NGC 5694的内容：DSS2, SDSS, GALEX, IRAS, 氢α, X射线, 天文照片, 天图, 文章和图片